# 上田市役所
上田市役所（うえだしやくしょ）は、日本の地方公共団体たる上田市の執行機関としての事務を行う施設（役所）である。現在地に新たな市庁舎の改築が進行中である。

## 所在地
- 〒386-8601
- 長野県上田市大手一丁目11番16号

## 業務時間
- 月曜日から金曜日の8時30分から17時15分（土曜日・日曜日・祝日・年末年始を除く）

## 市役所庁舎

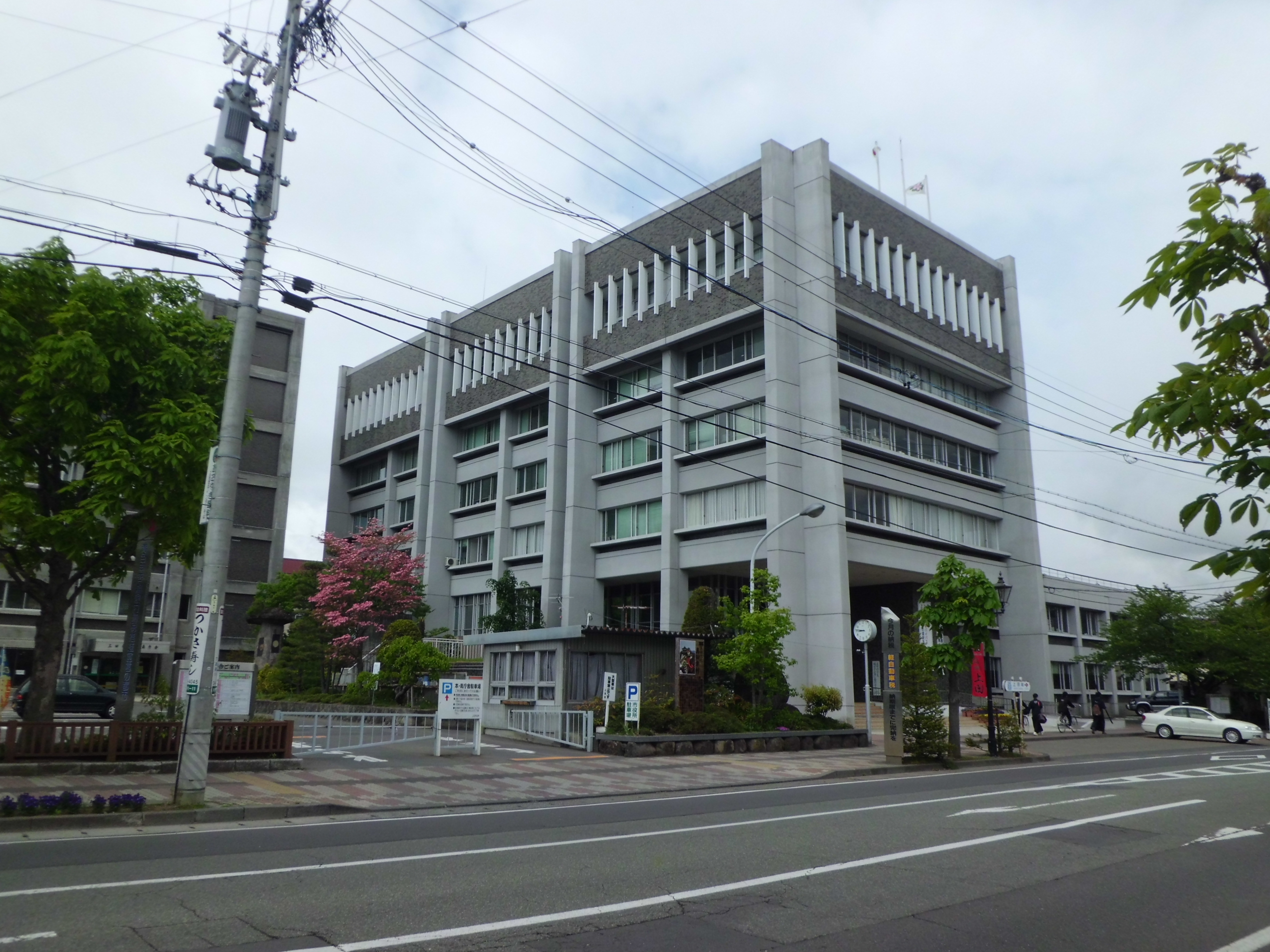
旧本庁舎（2012年）

所在地・フロア配置など詳細は公式ウェブサイトを参照。
- 本庁舎
- 南庁舎
- 北庁舎
- 東庁舎
- 分室
- 大手門公園前仮庁舎
- 第2庁舎
- 上田市観光会館
- ひとまちげんき・健康プラザうえだ
- 市民プラザ・ゆう
- 上田クリーンセンター
- 上田市勤労者福祉センター

## 地域自治センター
上田市地域自治センター条例に基づき設置されている。
| 名称                 | 位置               | 対象区域             |
| -------------------- | ------------------ | -------------------- |
| 上田地域自治センター | 大手一丁目11番16号 | 合併前の上田市の区域 |
| 丸子地域自治センター | 上丸子1612番地     | 合併前の丸子町の区域 |
| 真田地域自治センター | 真田町長7178番地1  | 合併前の真田町の区域 |
| 武石地域自治センター | 下武石742番地      | 合併前の武石村の区域 |

上田地域自治センターの区域に下記の地域自治センターが設置されている。
| 名称                 | 位置          | 対象区域 |
| -------------------- | ------------- | --- |
| 豊殿地域自治センター | 芳田1261番地2 | 林之郷、芳田の一部、殿城、漆戸                                                                                   |
| 塩田地域自治センター | 中野20番地    | 小島、本郷、山田、手塚、新町、十人、前山、野倉、八木沢、舞田、保野、五加、中野、下之郷、富士山、古安曽、別所温泉 |
| 川西地域自治センター | 小泉863番地1  | 浦野、岡、仁古田、越戸、小泉の一部、上室賀、下室賀                                                               |